# Meilleurs joueurs du cinquantenaire de la NBA
Pour marquer le 50e anniversaire de la ligue américaine de basket-ball, la National Basketball Association (NBA) a publié le 29 octobre 1996 la 50th Anniversary All-Time team (dite aussi liste des 50 plus grands joueurs de l'histoire la NBA).

## Présentation
Proclamée par le commissaire de la NBA David Stern au Grand Hyatt Hôtel de New York. Cet hôtel occupe le site du Commodore Hôtel, où fut signé la charte originelle de la NBA le 6 juin 1946. Le jury a sélectionné les joueurs sans distinction de poste. Au moment de sa publication, les 50 joueurs avaient cumulé :
- 107 championnats
- 49 titres de MVP (Bob McAdoo est le seul joueur à avoir été nommé MVP qui ne figure pas sur cette liste)
- 17 titres de Rookie of the Year
- 447 sélections au NBA All-Star Game
- 36 titres de meilleur marqueur
- 923 791 points marqués
- 410 327 rebonds.

## Les joueurs
| Italique | Italique       | Joueur encore en activité en NBA à l'annonce de la liste | Joueur encore en activité en NBA à l'annonce de la liste | Joueur encore en activité en NBA à l'annonce de la liste | Joueur encore en activité en NBA à l'annonce de la liste | Joueur encore en activité en NBA à l'annonce de la liste |
| All-Star | All-Star       | Nombre d'apparitions au NBA All-Star Game                | Nombre d'apparitions au NBA All-Star Game                | Nombre d'apparitions au NBA All-Star Game                | Nombre d'apparitions au NBA All-Star Game                | Nombre d'apparitions au NBA All-Star Game                |
| Année    | Année          | Année de l'intronisation au Basketball Hall of Fame      | Année de l'intronisation au Basketball Hall of Fame      | Année de l'intronisation au Basketball Hall of Fame      | Année de l'intronisation au Basketball Hall of Fame      | Année de l'intronisation au Basketball Hall of Fame      |
| G        | Meneur/Arrière | Meneur/Arrière                                           | F                                                        | Ailier/Ailier fort                                       | C                                                        | Pivot                                                    |
| Pos      | Poste          | Poste                                                    | Pts                                                      | Points                                                   | Reb                                                      | Rebonds                                                  |
| Ast      | Ast            | Passes décisives                                         | Passes décisives                                         | MVP                                                      | Most Valuable Player                                     | Most Valuable Player                                     |

- Pour les joueurs disparus, l'année du décès suit le nom du joueur. Au moment de la publication de cette liste, le seul joueur décédé était Pete Maravich.

Un total de 11 joueurs (Charles Barkley, Clyde Drexler, Patrick Ewing, Michael Jordan, Karl Malone, Shaquille O'Neal, Hakeem Olajuwon, Robert Parish, Scottie Pippen, David Robinson et John Stockton) étaient encore en activité lors de l'annonce de la liste de joueurs. O'Neal est le dernier joueur à être en activité dans cette liste, jusque 2011. Tous les joueurs sont introduits au Basketball Hall of Fame. Lenny Wilkens est le seul membre à être sélectionné à la fois en tant que joueur et entraîneur.
| Joueur                    | Équipe(s) (années) | Pos | Pts    | Reb    | Ast    | Titres NBA remportés                                                  | Titres de MVP                          | Titres de MVP des Finales              | All-Star | Année | Réf.   |
| ------------------------- | --- | --- | ------ | ------ | ------ | --------------------------------------------------------------------- | -------------------------------------- | -------------------------------------- | -------- | ----- | ------ |
| Kareem Abdul-Jabbar       | Bucks de Milwaukee (1969-1975) Lakers de Los Angeles (1975-1989) | C   | 38 387 | 17 440 | 5 660  | 6 (1971, 1980, 1982, 1985, 1987, 1988)                                | 6 (1971, 1972, 1974, 1976, 1977, 1980) | 2 (1971, 1985)                         | 19       | 1995  | [ 1 ]  |
| Nate Archibald            | Royals de Cincinnati / Kings de Kansas City-Omaha / Kings de Kansas City (1970-1976) Nets de New York (1976-1977) Celtics de Boston (1977-1983) Bucks de Milwaukee (1983-1984)                                                     | G   | 16 481 | 2 046  | 6 476  | 1 (1981)                                                              | Aucun                                  | Aucun                                  | 6        | 1991  | [ 2 ]  |
| Paul Arizin († 2006)      | Warriors de Philadelphie (1950-1952, 1954-1962) | F   | 16 266 | 6 129  | 1 665  | 1 (1956)                                                              | Aucun                                  | Aucun                                  | 10       | 1978  | [ 3 ]  |
| Charles Barkley           | 76ers de Philadelphie (1984-1992) Suns de Phoenix (1992-1996) Rockets de Houston (1996-2000) | F   | 23 757 | 12 546 | 4 215  | Aucun                                                                 | 1 (1993)                               | Aucun                                  | 11       | 2006  | [ 4 ]  |
| Rick Barry                | Warriors de San Francisco / Golden State (1965-1967, 1972-1978) Rockets de Houston (1978-1980) | F   | 18 395 | 5 168  | 4 017  | 1 (1975)                                                              | Aucun                                  | 1 (1975)                               | 8        | 1987  | [ 5 ]  |
| Elgin Baylor († 2021)     | Lakers de Minneapolis / Los Angeles (1957-1971) | F   | 23 149 | 11 463 | 3 650  | Aucun                                                                 | Aucun                                  | Aucun                                  | 11       | 1977  | [ 6 ]  |
| Dave Bing                 | Pistons de Détroit (1966-1975) Bullets de Washington (1975-1977) Celtics de Boston (1977-1978) | G   | 18 327 | 3 420  | 5 397  | Aucun                                                                 | Aucun                                  | Aucun                                  | 7        | 1990  | [ 7 ]  |
| Larry Bird                | Celtics de Boston (1979-1992) | F   | 21 791 | 8 974  | 5 695  | 3 (1981, 1984, 1986)                                                  | 3 (1984, 1985, 1986)                   | 2 (1984, 1986)                         | 12       | 1998  | [ 8 ]  |
| Wilt Chamberlain († 1999) | Warriors de Philadelphie / San Francisco (1959-1965) 76ers de Philadelphie (1965-1968) Lakers de Los Angeles (1968-1973) | C   | 31 419 | 23 924 | 4 643  | 2 (1967, 1972)                                                        | 4 (1960, 1966, 1967, 1968)             | 1 (1972)                               | 13       | 1979  | [ 9 ]  |
| Bob Cousy                 | Celtics de Boston (1950-1963) Royals de Cincinnati (1969-1970) | G   | 16 960 | 4 786  | 6 955  | 6 (1957, 1959, 1960, 1961, 1962, 1963)                                | 1 (1957)                               | Aucun                                  | 13       | 1971  | [ 10 ] |
| Dave Cowens               | Celtics de Boston (1970-1980) Bucks de Milwaukee (1982-1983) | C   | 13 516 | 10 444 | 2 910  | 2 (1974, 1976)                                                        | 1 (1973)                               | Aucun                                  | 7        | 1991  | [ 11 ] |
| Billy Cunningham          | 76ers de Philadelphie (1965-1972, 1974-1976) | F   | 13 626 | 6 638  | 2 625  | 2 (1967, 1983)                                                        | Aucun                                  | Aucun                                  | 4        | 1986  | [ 12 ] |
| Dave DeBusschere († 2003) | Pistons de Détroit (1962-1968) Knicks de New York (1968-1974) | F   | 14 053 | 9 618  | 2 497  | 2 (1970, 1973)                                                        | Aucun                                  | Aucun                                  | 8        | 1983  | [ 13 ] |
| Clyde Drexler             | Trail Blazers de Portland (1983-1995) Rockets de Houston (1995-1998) | G   | 22 195 | 6 677  | 6 125  | 1 (1995)                                                              | Aucun                                  | Aucun                                  | 10       | 2004  | [ 14 ] |
| Julius Erving             | 76ers de Philadelphie (1976-1987) | F   | 18 364 | 5 601  | 3 224  | 1 (1983)                                                              | 1 (1981)                               | Aucun                                  | 11       | 1993  | [ 15 ] |
| Patrick Ewing             | Knicks de New York (1985-2000) SuperSonics de Seattle (2000-2001) Magic d'Orlando (2001-2002) | C   | 24 815 | 11 607 | 2 215  | Aucun                                                                 | Aucun                                  | Aucun                                  | 11       | 2008  | [ 16 ] |
| Walt Frazier              | Knicks de New York (1967-1977) Cavaliers de Cleveland (1977-1980) | G   | 15 581 | 4 830  | 5 040  | 2 (1970, 1973)                                                        | Aucun                                  | Aucun                                  | 7        | 1987  | [ 17 ] |
| George Gervin             | Spurs de San Antonio (1976-1985) Bulls de Chicago (1985-1986) | G   | 20 708 | 3 607  | 2 214  | Aucun                                                                 | Aucun                                  | Aucun                                  | 9        | 1996  | [ 18 ] |
| Hal Greer († 2018)        | Nationals de Syracuse / 76ers de Philadelphie (1958-1973) | G   | 21 586 | 5 665  | 4 540  | 1 (1967)                                                              | Aucun                                  | Aucun                                  | 10       | 1982  | [ 19 ] |
| John Havlicek († 2019)    | Celtics de Boston (1962-1978) | F/G | 26 395 | 8 007  | 6 114  | 8 (1963, 1964, 1965, 1966, 1968, 1969, 1974, 1976)                    | Aucun                                  | 1 (1974)                               | 13       | 1984  | [ 20 ] |
| Elvin Hayes               | Rockets de San Diego / Houston (1968-1972, 1981-1984) Bullets de Baltimore / Capital / Washington (1972-1981) | F/C | 27 313 | 16 279 | 2 398  | 1 (1978)                                                              | Aucun                                  | Aucun                                  | 12       | 1990  | [ 21 ] |
| Magic Johnson             | Lakers de Los Angeles (1979-1991, 1996) | G   | 17 707 | 6 559  | 10 141 | 5 (1980, 1982, 1985, 1987, 1988)                                      | 3 (1987, 1989, 1990)                   | 3 (1980, 1982, 1987)                   | 12       | 2002  | [ 22 ] |
| Sam Jones                 | Celtics de Boston (1957-1969) | G   | 15 411 | 4 305  | 2 209  | 10 (1959, 1960, 1961, 1962, 1963, 1964, 1965, 1966, 1968, 1969)       | Aucun                                  | Aucun                                  | 5        | 1984  | [ 23 ] |
| Michael Jordan            | Bulls de Chicago (1984-1993, 1995-1998) Wizards de Washington (2001-2003) | G   | 32 292 | 6 672  | 5 633  | 6 (1991, 1992, 1993, 1996, 1997, 1998)                                | 5 (1988, 1991, 1992, 1996, 1998)       | 6 (1991, 1992, 1993, 1996, 1997, 1998) | 14       | 2009  | [ 24 ] |
| Jerry Lucas               | Royals de Cincinnati (1963-1969) Warriors de San Francisco (1969-1971) Knicks de New York (1971-1974) | F   | 14 053 | 12 942 | 2 732  | 1 (1973)                                                              | Aucun                                  | Aucun                                  | 7        | 1980  | [ 25 ] |
| Karl Malone               | Jazz de l'Utah (1985-2003) Lakers de Los Angeles (2003-2004) | F   | 36 928 | 14 968 | 5 248  | Aucun                                                                 | 2 (1997, 1999)                         | Aucun                                  | 14       | 2010  | [ 26 ] |
| Moses Malone († 2015)     | Braves de Buffalo (1976) Rockets de Houston (1976-1982) 76ers de Philadelphie (1982-1986, 1993-1994) Bullets de Washington (1986-1988) Hawks d'Atlanta (1988-1991) Bucks de Milwaukee (1991-1993) Spurs de San Antonio (1994-1995) | C   | 27 409 | 16 212 | 1 796  | 1 (1983)                                                              | 3 (1979, 1982, 1983)                   | 1 (1983)                               | 12       | 2001  | [ 27 ] |
| Pete Maravich († 1988)    | Hawks d'Atlanta (1970-1974) Jazz de La Nouvelle-Orléans / Utah (1974-1980) Celtics de Boston (1980) | G   | 15 948 | 2 747  | 3 563  | Aucun                                                                 | Aucun                                  | Aucun                                  | 5        | 1987  | [ 28 ] |
| Kevin McHale              | Celtics de Boston (1980-1993) | F   | 17 335 | 7 122  | 1 670  | 3 (1981, 1984, 1986)                                                  | Aucun                                  | Aucun                                  | 7        | 1999  | [ 29 ] |
| George Mikan († 2005)     | Lakers de Minneapolis (1948-1956) | C   | 10 156 | 4 167  | 1 245  | 5 (1949, 1950, 1952, 1953, 1954)                                      | Aucun                                  | Aucun                                  | 4        | 1959  | [ 30 ] |
| Earl Monroe               | Bullets de Baltimore (1967-1971) Knicks de New York (1971-1980) | G   | 17 454 | 2 796  | 3 594  | 1 (1973)                                                              | Aucun                                  | Aucun                                  | 4        | 1990  | [ 31 ] |
| Hakeem Olajuwon           | Rockets de Houston (1984-2001) Raptors de Toronto (2001-2002) | C   | 26 946 | 13 748 | 3 058  | 2 (1994, 1995)                                                        | 1 (1994)                               | 2 (1994, 1995)                         | 12       | 2008  | [ 32 ] |
| Shaquille O'Neal          | Magic d'Orlando (1992-1996) Lakers de Los Angeles (1996-2004) Heat de Miami (2004-2008) Suns de Phoenix (2008-2009) Cavaliers de Cleveland (2009-2010) Celtics de Boston (2010-2011)                                               | C   | 28 596 | 13 099 | 3 026  | 4 (2000, 2001, 2002, 2006)                                            | 1 (2000)                               | 3 (2000, 2001, 2002)                   | 15       | 2016  | [ 33 ] |
| Robert Parish             | Warriors de Golden State (1976-1980) Celtics de Boston (1980-1994) Hornets de Charlotte (1994-1996) Bulls de Chicago (1996-1997)                                                                                                   | C   | 23 334 | 14 715 | 2 180  | 4 (1981, 1984, 1986, 1997)                                            | Aucun                                  | Aucun                                  | 9        | 2003  | [ 34 ] |
| Bob Pettit                | Hawks de Milwaukee / Saint Louis (1954-1965) | F   | 20 880 | 12 849 | 2 369  | 1 (1958)                                                              | 2 (1956, 1959)                         | Aucun                                  | 11       | 1971  | [ 35 ] |
| Scottie Pippen            | Bulls de Chicago (1987-1998, 2003-2004) Rockets de Houston (1998-1999) Trail Blazers de Portland (1999-2003) | F   | 18 940 | 7 494  | 6 135  | 6 (1991, 1992, 1993, 1996, 1997, 1998)                                | Aucun                                  | Aucun                                  | 7        | 2010  | [ 36 ] |
| Willis Reed               | Knicks de New York (1964-1974) | C/F | 12 183 | 8 414  | 1 186  | 2 (1970, 1973)                                                        | 1 (1970)                               | 2 (1970, 1973)                         | 7        | 1982  | [ 37 ] |
| Oscar Robertson           | Royals de Cincinnati (1960-1970) Bucks de Milwaukee (1970-1974) | G   | 26 710 | 7 804  | 9 887  | 1 (1971)                                                              | 1 (1964)                               | Aucun                                  | 12       | 1980  | [ 38 ] |
| David Robinson            | Spurs de San Antonio (1989-2003) | C   | 20 790 | 10 497 | 2 441  | 2 (1999, 2003)                                                        | 1 (1995)                               | Aucun                                  | 10       | 2009  | [ 39 ] |
| Bill Russell († 2022)     | Celtics de Boston (1956-1969) | C   | 14 522 | 21 620 | 4 100  | 11 (1957, 1959, 1960, 1961, 1962, 1963, 1964, 1965, 1966, 1968, 1969) | 5 (1958, 1961, 1962, 1963, 1965)       | Aucun                                  | 12       | 1975  | [ 40 ] |
| Dolph Schayes († 2015)    | Nationals de Syracuse / 76ers de Philadelphie (1949-1964) | F   | 18 438 | 11 256 | 3 072  | 1 (1955)                                                              | Aucun                                  | Aucun                                  | 12       | 1973  | [ 41 ] |
| Bill Sharman († 2013)     | Capitols de Washington (1950-1951) Celtics de Boston (1951-1961) | G   | 12 665 | 2 779  | 2 101  | 4 (1957, 1959, 1960, 1961)                                            | Aucun                                  | Aucun                                  | 8        | 1976  | [ 42 ] |
| John Stockton             | Jazz de l'Utah (1984-2003) | G   | 19 711 | 4 051  | 15 806 | Aucun                                                                 | Aucun                                  | Aucun                                  | 10       | 2009  | [ 43 ] |
| Isiah Thomas              | Pistons de Détroit (1981-1994) | G   | 18 822 | 3 478  | 9 061  | 2 (1989, 1990)                                                        | Aucun                                  | 1 (1990)                               | 12       | 2000  | [ 44 ] |
| Nate Thurmond († 2016)    | Warriors de San Francisco / Golden State (1963-1974) Bulls de Chicago (1974-1975) Cavaliers de Cleveland (1975-1977) | C   | 14 437 | 14 464 | 2 575  | Aucun                                                                 | Aucun                                  | Aucun                                  | 7        | 1985  | [ 45 ] |
| Wes Unseld († 2020)       | Bullets de Baltimore / Capital / Washington (1968-1981) | C   | 10 624 | 13 769 | 3 822  | 1 (1978)                                                              | 1 (1969)                               | 1 (1978)                               | 5        | 1988  | [ 46 ] |
| Bill Walton               | Trail Blazers de Portland (1974-1979) Clippers de San Diego / Los Angeles (1979, 1983-1985) Celtics de Boston (1985-1987) | C   | 6 215  | 4 923  | 1 590  | 2 (1977, 1986)                                                        | 1 (1978)                               | 1 (1977)                               | 2        | 1993  | [ 47 ] |
| Jerry West                | Lakers de Los Angeles (1960-1974) | G   | 25 192 | 5 366  | 6 238  | 1 (1972)                                                              | Aucun                                  | 1 (1969)                               | 14       | 1980  | [ 48 ] |
| Lenny Wilkens             | Hawks de Saint Louis (1960-1968) SuperSonics de Seattle (1968-1972) Cavaliers de Cleveland (1972-1974) Trail Blazers de Portland (1974-1975)                                                                                       | G   | 17 772 | 5 030  | 7 211  | 1 (1979)                                                              | Aucun                                  | Aucun                                  | 9        | 1989  | [ 49 ] |
| James Worthy              | Lakers de Los Angeles (1982-1994) | F   | 16 320 | 4 708  | 2 791  | 3 (1985, 1987, 1988)                                                  | Aucun                                  | 1 (1988)                               | 7        | 2003  | [ 50 ] |

## Dix meilleurs entraîneurs
|                                                                                           |  |  |
| Red Auerbach (à gauche) et Phil Jackson (à droite), les deux entraîneurs les plus titrés. |  |  |

Les médias ont élu à côté des 50 meilleurs joueurs les 10 meilleurs entraineurs de l'histoire de la NBA . Quatre d'entre eux (Phil Jackson, Don Nelson, Pat Riley et Lenny Wilkens) étaient en activité au moment de la publication de la liste. Lenny Wilkens est le seul entraineur à avoir été également élu dans la liste des 50 meilleurs joueurs. Don Nelson est le seul à n'avoir jamais remporté le titre NBA comme entraineur, alors qu'il a été cinq fois champion en tant que joueur.
| *                   | Élu au Basketball Hall of Fame          |
| (entre parenthèses) | Année de l'introduction au Hall au Fame |

| Entraîneur             | Équipe(s) | Pourcentage de victoires         | Titres remportés                                                      | Titres de NBA Coach of the Year | Réf.   |
| ---------------------- | --- | -------------------------------- | --------------------------------------------------------------------- | ------------------------------- | ------ |
| Red Auerbach* (1969)   | Capitols de Washington (1946-1949) Blackhawks de Tri-Cities (1950) Celtics de Boston (1951-1966) | 938-479 (66.2)                   | 9 (1957, 1959, 1960, 1961, 1962, 1963, 1964, 1965, 1966)              | 1 (1965)                        | [ 51 ] |
| Chuck Daly * (1994)    | Cavaliers de Cleveland (1982) Pistons de Détroit (1984-1992) Nets du New Jersey (1993-1994) Magic d'Orlando (1998-1999)                                                                                          | 605-420 (59.0) 638-437 (59.3).   | 2 (1989, 1990)                                                        | Aucun                           | [ 53 ] |
| Bill Fitch             | Cavaliers de Cleveland (1971-1979) Celtics de Boston (1980-1983) Rockets de Houston (1984-1988) Nets du New Jersey (1990-1992) Clippers de Los Angeles (1994-1998)                                               | 944-1106 (46.0)                  | 1 (1981)                                                              | 2 (1976, 1980)                  | [ 54 ] |
| Red Holzman* (1986)    | Hawks de Saint-Louis/Milwaukee (1954-1956) Knicks de New York (1967-1982) | 696-604 (53.5)                   | 2 (1970, 1973)                                                        | 1 (1970)                        | [ 55 ] |
| Phil Jackson * (2007)  | Bulls de Chicago (1989-1998) Lakers de Los Angeles (2000-2004, 2006-2011) | 545-193 (73.8) 1155-485 (70.4)   | 11 (1991, 1992, 1993, 1996, 1997, 1998, 2000, 2001, 2002, 2009, 2010) | 1 (1996)                        | [ 56 ] |
| John Kundla * (1995)   | Lakers de Minneapolis (1949-1959) | 423-302 (58.3)                   | 5 (1949, 1950, 1952, 1953, 1954)                                      | Aucun                           | [ 57 ] |
| Don Nelson * (2012)    | Bucks de Milwaukee (1976-1987) Warriors de Golden State (1988-1994, 2006-2010) Knicks de New York (1996) Mavericks de Dallas (1998-2005)                                                                         | 867-679 (57.5) 1335-1063 (55.7)  | Aucun                                                                 | 3 (1983, 1985, 1992)            | [ 58 ] |
| Jack Ramsay* (1992)    | 76ers de Philadelphie (1969-1972) Braves de Buffalo (1972-1976) Trail Blazers de Portland (1976-1986) Pacers de l'Indiana (1986-1988)                                                                            | 864-783 (52.5)                   | 1 (1977)                                                              | Aucun                           | [ 59 ] |
| Pat Riley* (2008)      | Lakers de Los Angeles (1981-1990) Knicks de New York (1991-1995) Heat de Miami (1995-2003, 2005-2008) | 914-387 (70.3) 1151-589 (66.1)   | 5 (1982, 1985, 1987, 1988, 2006)                                      | 3 (1990, 1993, 1997)            | [ 60 ] |
| Lenny Wilkens * (1998) | SuperSonics de Seattle (1969-1972, 1977-1985) Trail Blazers de Portland (1975-1976) Cavaliers de Cleveland (1987-1993) Hawks d'Atlanta (1993-1999) Raptors de Toronto (2001-2003) Knicks de New York (2004-2005) | 1120-908 (52.6) 1332-1155 (53.6) | 1 (1979)                                                              | 1 (1994)                        | [ 61 ] |